# Петър Салабашев
Петър Стойков Салабашев е български кавалерийски офицер, генерал-майор.

## Биография
Роден е на 14 септември 1858 г. в град Стара Загора. Произхожда от известния старозагорски род Салабашеви и е син на Стойко Начов Салабашев. Брат е на кмета на Стара Загора Стефан Салабашев и братовчед на братята Иван Салабашев и Стефан Салабашев. През 1879 г. завършва 1-вия випуск на военното училище в София и е произведен в чин прапоршчик. Официалният си чин получава през есента на същата година. След 15 май 1879 г. е назначен на военна служба в шеста пеша дружина, която се намира на гарнизон в Стара Загора. От 14 февруари 1891 г. е командир на четвърти конен полк в Ямбол. Остава на този пост до 21 септември 1895 г., когато е назначен за командир на трети конен полк в Пловдив. На 2 август 1895 г. е повишен в звание полковник, като става първия с този чин от кавалерията.
От 18 март 1898 г. е командир на новосъздадения пети конен полк в Добрич. От 12 август 1901 г. е на служба в Кавалерийската инспекция като помощник-инспектор на кавалерията, като през 1904 г. е назначен за командир на първа конна бригада. Остава командир на бригадата през Балканската война. Тогава командва и Хайроболския отряд. На 15 август 1913 г. е назначен за временно изпълняващ длъжността Инспектор на кавалерията, на която длъжност е до 30 септември 1913 г. като на 2 септември с.г. е произведен в чин генерал-майор. Излиза в запас на 2 октомври 1913 г. В периода 1914 – 1920 г. е председател на Съюза на запасните офицери в България. На 5 август 1920 г. преминава в опълчението. Написва изследване „Историческо развитие на плана за война с Турция от 1885 до 1912 г.“ Умира на 19 юли 1937 г.
Женен за Венка Стефанова Карагьозова (1868 – 1901), дъщеря на известният търновски фабрикант Стефан Недев Карагьозов, с която има три деца: Стефан (1889 – 1936), Мара (1891 – 1956), и Женя (1895 – 1982).

## Награди
- орден „За храброст“ ІІІ степен – 2 клас;
- орден „Свети Александър“ – V степен – 1890 г.;
- орден „Свети Александър“ – IV степен – 1895 г.;
- награден знак „За ХХ години отлична служба“ – 1899 г.;
- Орден „За военна заслуга“ – ІІІ степен – 1902 г.,
- „Кръст за Независимост“ – 1909 г.;
- руски орден „Света Анна“ – 2 степен – 1908 г.

## Военни звания
- Прапоршчик (10 май 1879)
- Подпоручик (1 ноември 1879, преименуван)
- Поручик (9 юли 1881)
- Ротмистър (9 септември 1885)
- Майор (17 април 1887)
- Подполковник (2 август 1891)
- Полковник (2 август 1895)
- Генерал-майор (2 септември 1913)